# A fagyáspontcsökkenés törvénye
A fagyáspontcsökkenés, (vagy olvadáspont-csökkenés, dermedéspont-csökkenés) törvénye azt fejezi ki, hogy a tiszta anyag (elem, vagy vegyület) fagyás-, vagy olvadáspontja mindig magasabb, mint az oldatnak, amelynek ez az anyag az oldószere. A fagyáspontcsökkenés egyike az ún. kolligatív sajátságoknak, amelyek közös jellemzője, hogy a sajátság számszerű érték független az anyagi minőségtől, azt kizárólag az oldott anyag koncentrációja határozza meg.
Gyakorlati szempontból fontosak azok a folyékony elegyek, amelyekben az egyik komponens viszonylag nagy mennyiségben van jelen a másikhoz képest. Ezeket oldatoknak nevezzük és illékony oldószerből és nem illékony oldott anyag(ok)ból állnak. Oldószerként leggyakrabban a víz szerepel, de bármilyen tiszta anyag például szerves oldószer, fém- és sóolvadék stb. szerepelhet oldószerként. Szokásos jelölés szerint A jelenti az oldószert, B pedig az oldott anyagot. A továbbiakban kétkomponensű rendszerekről lesz szó, de a jelenség a több oldott komponenst tartalmazó rendszerek esetén is fellép.

## A híg oldat
Főleg elméleti szempontból a híg oldatok sajátságai írhatók le viszonylag egyszerű matematikai összefüggésekkel, azok, amelyek esetén az oldott részecskék – a közöttük lévő viszonylag nagy távolság miatt – egymásra gyakorlatilag nincsenek kölcsönhatással. Az oldódás során az oldódó részecskék – molekulák, ionok – oldószer-molekulákat kötnek meg maguk körül, – szolvatálódnak (a vizes rendszerekben ezt a folyamatot hidratációnak nevezik).
Ha eléggé híg az oldat, akkor az oldott részecskék körül szabadon kialakul a szolvátréteg és bőven marad szabad oldószer-molekula, amely nem tartozik a szolvátburokhoz. Ezért a híg oldatokban az oldószer viselkedése mindig ideális, vagyis a híg oldatok hígítása – oldószer hozzáadása – nem jár sem energiaváltozással, sem térfogatváltozással. Ennek következtében a sajátságaik – intenzív fizikai mennyiségeik – a tiszta állapotbeli értékből a móltörttel egyenesen arányos összefüggésekkel számíthatók.

## A fagyáspontcsökkenés

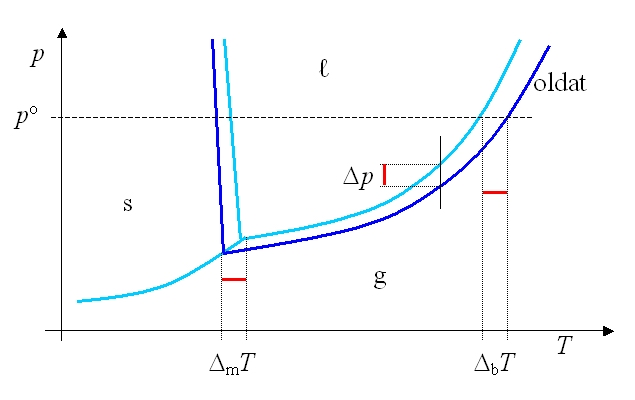
Kétkomponensű rendszer fázisdiagramja. Az oldat fagyáspontja mindig kisebb, mint a tiszta oldószer fagyáspontja. Δ_{m}T – fagyáspontcsökkenés

A fagyáspont az a hőmérséklet, amelyen az anyag cseppfolyós halmazállapotból szilárd állapotba jut. Tiszta anyagok esetén ez a hőmérséklet konstans, az anyagra jellemző érték: a fagyás izoterm folyamat. Oldatok esetében viszont a fagyás, megdermedés hőmérséklet-intervallumban játszódik le. A folyadék hűtése közben a megdermedés a kristályosodás kezdeti hőmérsékletén – a likvidusz hőmérsékleten – kezdődik, és a fázisátalakulás végső hőmérsékletén, a szolidusz hőmérsékleten fejeződik be.
A fagyáspontcsökkenés jelenség szoros kapcsolatban van az oldatok gőznyomáscsökkenésével. Az egyensúlyi olvadásponton a szilárd fázis feletti gőznyomás azonos a folyékony fázis feletti gőznyomással, tehát mindhárom fázis stabilisan jelen van. Mivel az oldat gőznyomása kisebb, mint az ugyanolyan hőmérsékletű tiszta oldószer gőznyomása, kisebb hőmérsékletre kell hűteni az oldatot ahhoz, hogy a gőznyomása a szilárd fázis gőznyomásával legyen egyenlő. E két hőmérséklet közötti különbség a fagyáspontcsökkenés.
A fagyáspontcsökkenés oka másként is értelmezhető. A dermedés során – az olvadásponton – a kevésbé rendezett szerkezetű folyadékból rendezett szerkezetű kristályos anyag képződik. Oldat esetében a szilárd állapotbeli rendezettségi állapot csak valamivel kisebb hőmérsékleten tud kialakulni az oldott részecskék „zavaró” hatása miatt.
A fagyáspontcsökkenés kiszámításához – a gőznyomáscsökkenés analógiájára – a tiszta folyadékok gőznyomásának hőmérsékletfüggését leíró Clausius–Clapeyron-egyenletből indulunk ki, feltételezve, hogy a híg oldat olvadáshője gyakorlatilag megegyezik a tiszta oldószer olvadáshőjével:
{\displaystyle {\frac {1}{p_{\mathrm {A} }^{*}}}{\frac {\mathrm {d} p_{\mathrm {A} }}{\mathrm {d} T}}={\frac {\Delta _{\mathrm {m} }H_{\mathrm {A} }}{RT^{2}}}}
Véges változásokra:
{\displaystyle {\frac {1}{p_{\mathrm {A} }^{*}}}{\frac {\Delta p_{\mathrm {A} }}{\Delta T}}={\frac {\Delta _{\mathrm {m} }H_{\mathrm {A} }}{RT_{\mathrm {m} }^{2}}}}
illetve átrendezve
{\displaystyle {\frac {p_{\mathrm {A} }^{*}}{\Delta p_{\mathrm {A} }}}={\frac {RT_{\mathrm {m} }^{2}}{\Delta _{\mathrm {m} }H_{\mathrm {A} }\Delta T}}}
kifejezést kapjuk.
Az egyenletekben az egyes fizikai mennyiségek jelentése és mértékegysége:
pA* a tiszta oldószer gőznyomása, Pa
ΔmHA az oldószer olvadáshője, J/mol
R az egyetemes gázállandó, J/mol·K
Tm az oldószer olvadáspontja, K
Δp gőznyomáscsökkenés az olvadásponton, Pa
ΔT fagyáspontcsökkenés, K
Ha ezt behelyettesítjük a relatív gőznyomáscsökkenésre vonatkozó
{\displaystyle {\frac {\Delta p}{p_{\mathrm {A} }^{*}}}\cong {\frac {n_{\mathrm {B} }}{n_{\mathrm {A} }}}={\frac {M_{\mathrm {A} }m_{\mathrm {B} }}{M_{\mathrm {B} }m_{\mathrm {A} }}}\ ,}
Raoult-törvénybe, és kifejezzük a fagyáspontcsökkenést, az alábbi kifejezést kapjuk:
{\displaystyle \Delta _{\mathrm {m} }T={\frac {bM_{\mathrm {A} }}{a}}{\frac {RT_{\mathrm {m} }^{2}}{\Delta _{\mathrm {m} }H_{\mathrm {A} }M_{\mathrm {B} }}}\ .}
A kifejezésekben
nA az oldószer anyagmennyisége, mol
nB az oldott anyag anyagmennyisége, mol
MA az oldószer moláris tömege, g/mol
MB az oldott anyag moláris tömege, g/mol
a a kísérlethez használt oldószer tömege, g
b a kísérlethez használt oldott anyag tömege, g
Ha bevezetjük a fajlagos oldáshő fogalmát ΔmhA = ΔmH/MA, valamint a Raoult koncentrációt (mB), vagyis a molalitást, akkor az oldat fagyáspontcsökkenése:
{\displaystyle \Delta _{\mathrm {m} }T={\frac {b}{aM_{\mathrm {B} }}}{\frac {RT_{\mathrm {m} }^{2}}{\Delta _{\mathrm {m} }h_{\mathrm {A} }}}={\frac {RT_{\mathrm {m} }^{2}}{1000\Delta _{\mathrm {m} }h_{\mathrm {A} }}}m_{\mathrm {B} }\ .}
A kifejezésben a
{\displaystyle {\frac {RT_{\mathrm {m} }^{2}}{1000\Delta _{\mathrm {m} }h_{\mathrm {A} }}}=\Delta _{\mathrm {m} }T_{\mathrm {m} }}
csak konstansokat és az oldószer anyagi állandókat tartalmaz. Ezt az értéket molális fagyáspontcsökkenésnek (más néven krioszkópiai vagy krioszkópos állandónak) nevezzük.
Az összefüggésekben:
ΔmT fagyáspontcsökkenés, K
ΔmHA az oldószer olvadáshője, J/mol
ΔmhA fajlagos olvadáshő, J/g
mB az oldott anyag molalitása, mol/kg
ΔmTm a molális fagyáspontcsökkenés, K·kg/mol
A molális fagyáspontcsökkenés a fentiek szerint az 1 mol/kg Raoult-koncentrációjú oldat fagyáspontcsökkenése, ami az oldószer anyagi állandója.
A fagyáspontcsökkenés törvény pedig az alábbi összefüggésre egyszerűsödik:
{\displaystyle \Delta _{\mathrm {m} }T=\Delta _{\mathrm {m} }T_{\mathrm {m} }m_{\mathrm {B} }\ .}

## Néhány anyag moláris fagyáspontcsökkenése
| Oldószer         | Olvadáspont, °C | Moláris fagyáspontcsökkenés (K·kg)/mol |
| ---------------- | --------------- | -------------------------------------- |
| Víz              | 0               | 1,86                                   |
| Naftalin         | 80,2            | 6,80                                   |
| Kloroform        | −63,5           | 4,68                                   |
| Benzol           | 5,5             | 5,12                                   |
| Kámfor           | 179             | 39,7                                   |
| Etil-alkohol     | −114,6          | 1,99                                   |
| Ciklohexán       | 6,4             | 20,2                                   |
| Szén-tetraklorid | −22,8           | 29,8                                   |
| Ecetsav          | 16,6            | 3,9                                    |
| Foszfor          | 44              | 39,9                                   |
| Kálium-klorid    | 772             | 25,3                                   |
| Vas              | 1536            | ~ 80                                   |

## A fagyáspontcsökkenés gyakorlati jelentősége
Régebben nagyon fontos kísérleti módszer volt a fagyáspontcsökkenés mérése ismeretlen anyagok moláris tömegének a meghatározására. A mérést krioszkópban végzik, a hőmérsékletcsökkenést pedig nagy leolvasási pontosságú ún. Beckmann-hőmérő segítségével észlelik.
Az oldatok fagyáspontcsökkenésének nagy szerepe van a hűtőfolyadékok és egyéb hűtőközegek készítésénél. Úgyszintén a fagyáspontcsökkenés játszik szerepet a téli, havas-jeges útburkolatok csúszásmentessé tételénél, ahol sóoldatot hozunk létre, aminek alacsonyabb a fagyáspontja, mint a tiszta víznek (jégnek), így nem fagy le a felület.